# La forma exacta de las islas
La forma exacta de las islas es una película argentina dirigida por Daniel Casabé y Edgardo Dieleke estrenada el 17 de julio de 2014 y presentada en el 27º Festival Internacional de Cine de Mar del Plata dentro de la Competición Internacional.

## Sinopsis
Las islas Malvinas remiten a la guerra entre la Argentina gobernada en ese momento por una dictadura y Gran Bretaña, cuya primera ministra era Margaret Thatcher. Pocos saben cómo son las islas, quiénes viven allí o simplemente la cuestión de por qué alguien quisiera volver a ese lugar. Pero para los personajes de esta película, las Malvinas albergan experiencias en las que quizás algo se pierde, algo se deshace, algo se transforma. La forma exacta de las islas explora las Malvinas a partir de dos viajes.
La joven investigadora argentina Julieta Vitullo viajó a las islas en 2006 para terminar su tesis doctoral sobre la literatura y el cine producido en torno a la guerra de 1982. Es allí donde encontró a dos excombatientes argentinos que volvían al lugar después de 25 años y, cautivada por su experiencia, cambió los planes de su viaje y los filmó durante una semana. En un segundo viaje, en 2010, Vitullo regresó a Malvinas para completar un sentido que ella misma produjo. 
Entre un viaje y otro, entre el pasado y el presente, lo que se puede y no se puede decir, la película reflexiona sobre las posibilidades de narrar experiencias límites, mostrando paisajes y sonidos donde se sugieren los contornos sutiles de la forma exacta de las islas.